# Martin A. Hainz

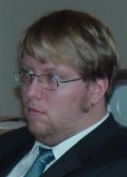
Martin A. Hainz

Martin Andreas Hainz (* 5. März 1974 in Wien) ist ein österreichischer Germanist, Komparatist, Literatur-, Übersetzungstheoretiker und Philosoph.

## Leben
Hainz lehrt und forscht u. a. an den Universitäten von Wien, Temeswar, Jassy und Trondheim an der Freien Universität Berlin u. a. in den Bereichen Germanistik und Allgemeine und Vergleichende Literaturwissenschaft. Er ist Humboldtianer, ferner u. a. Mitglied der Northeastern Language Association (NEMLA). Seit 2021 ist Hainz Leiter der Stabstelle Forschung an der Privaten Pädagogischen Hochschule Burgenland.

## Forschung
Hainz ist vor allem im Bereich der Literaturtheorie und ihres Verhältnisses zu Literatur, Poetik und Philosophie bzw. Theologie tätig. Schwerpunkte seiner Arbeit sind Paul Celan und Rose Ausländer, an deren historisch-kritischer Edition er beteiligt ist, Klopstock sowie Theodor W. Adorno, Peter Szondi und die Dekonstruktion Jacques Derridas. Das spiegelt sich in seinem Stil, der Erkenntnismedium ist, also die literaturtheoretische Würdigung des Sprachlichen im eigenen Theorie-Text auch aktualisiert, etwa in poetischen Mitteln, aber auch darin, manchmal ein Thema in mehreren Essays, die einander ergänzen, zu behandeln, dem Begriff der Konstellation verpflichtet.
Ebenso forscht Hainz über Randzonen, d. h. Übersetzungsfragen, aber auch wenig beachtete Autoren wie Leopold von Sacher-Masoch, Alfred Margul-Sperber sowie den Philosophen Constantin Brunner. So verknüpfte er in seinen Arbeiten über Klopstock die Theologie mit Poiesis und Metaphysik in einem Schöpfungs-Polylog. Auf Basis dieser Reflexionen hat Hainz sich auch zu (tages-)politische Fragen geäußert.
In der Czernowitz- und Bukowina-Forschung vertritt Hainz einen in diesem Kontext neuen Begriff der Multikulturalität aus der Differenz. Im Bereich der Übersetzungstheorie wurde sein Band Vom Glück sich anzustecken intensiv diskutiert und von Modern Austrian Literature als „beyond praise“ eingeschätzt. Hainz forscht schwerpunktmäßig u. a. zu Friedrich Gottlieb Klopstock, dem Thema seiner Habilitationsschrift.

## Bücher
- Entgöttertes Leid. Zur Lyrik Rose Ausländers unter Berücksichtigung der Poetologien von Theodor W. Adorno, Peter Szondi und Jacques Derrida. Dissertation, Universität Wien 2000. Niemeyer, Tübingen 2006 (Conditio Judaica) ISBN 978-3-484-65165-4
- Masken der Mehrdeutigkeit. Celan-Lektüren mit Adorno, Szondi und Derrida. Braumüller, Wien 2003, ISBN 3-7003-1454-X
- als Herausgeber: Heilige vs. unheilige Schrift. In: TRANS · Internet-Zeitschrift für Kulturwissenschaften, Nr. 16/2005
- mit Andrei Corbea-Hoisie und George Gutu (Hrsg.): Stundenwechsel. Neue Lektüren zu Rose Ausländer, Paul Celan, Alfred Margul-Sperber und Immanuel Weissglas. Hartung-Gorre Verlag, Konstanz 2002, ISBN 3-89649-796-0
- als Herausgeber: Vom Glück sich anzustecken. Möglichkeiten und Risiken im Übersetzungsprozess. Braumüller, Wien 2005, ISBN 3-7003-1524-4[2]
- mit Edit Király und Wendelin Schmidt-Dengler (Hrsg.): Zwischen Sprachen unterwegs. Praesens Verlag, Wien 2006, ISBN 3-7069-0361-X
- als Herausgeber: Heilige versus unheilige Schrift. Passagen, Wien 2010 (Passagen Philosophie) ISBN 978-3-85165-880-4
- Bió-graphie. Drei Essays zu (Papier-)Bögen. Edition Art Science, Wien, St. Wolfgang 2009 (=Schnittstellen, Bd. 7), ISBN 978-3-902157-15-7
- Paul Celan. Fadensonnen, -schein und -kreuz. Dr. Kovac, Hamburg 2009 (=POETICA, Bd. 106), ISBN 978-3-8300-4605-9
- mit Clemens Stepina (Hrsg.): Identität und Integration. Rose Ausländer als Dichterin. Edition Art Science, Wien, St. Wolfgang 2009 (=Schnittstellen, Bd. 7), ISBN 978-3-902157-80-5
- als Herausgeber: Rose Ausländer: Christian Morgenstern-Translations, kommentiert von Martin A. Hainz. Dr. Kovac, Hamburg 2012 (=TRANSLATOLOGIE, Bd. 4), ISBN 978-3-8300-6187-8
- Lapsus. Annotationen zu einer Fehler[kultur]wissenschaft. Königshausen & Neumann, Würzburg 2014, ISBN 978-3-8260-5349-8
- Silbenzwang. Text und Transgreß bei Friedrich G. Klopstock, unter besonderer Berücksichtigung des Messias. A. Francke Verlag, Tübingen 2017 (=Studien und Texte zur Kulturgeschichte der Literatur · KULI, Bd. 7) ISBN 978-3-7720-8624-3

## Schriften
- Rose Ausländer. In: Biographisch-Bibliographisches Kirchenlexikon (BBKL). Band 29, Bautz, Nordhausen 2008, ISBN 978-3-88309-452-6, Sp. 106–112 (Artikel/Artikelanfang im Internet-Archive).